# نهنگ عنبر
نهنگ عنبر (نام علمی: Physeter macrocephalus) نام یک پستاندار دریایی از فروراسته آب‌بازسانان است. نهنگ‌های عنبر دارای سرهای بزرگ بوده و بلندترین صدای جانداران را تولید می‌کنند و بزرگ‌ترین مغز جانوران را نیز دارند و با اندام اسپر ماستی عورگان خود پژواک یابی و اکواوکیشن را برای غواصی و شکار انجام می‌دهند و این نهنگ‌ها تنها یک دشمن طبیعی دارند که آن هم نهنگ قاتل است، اما با این حال نهنگ‌های قاتل هم فقط نهنگ‌های ماده‌ی بالغ و یا نرو و ماده‌ی بچه را شکار می‌کنند و نرها و حتی ماده‌ها به علت داشتن بدن و سر بزرگ و دم قوی و دندان‌های عظیم برای شکار و دفاع و نداشتن دشمن طبیعی و خوردن شکارچیان رتبه بالا در هرم غذایی و قدرتمند مثل ماهی مرکب باله‌دار بزرگ و شکار انواع آبزیان منطقه‌ی تاریک اقیانوس و توانایی حبس نفس طولانی و شیرجه‌هایی به منطقه‌ی پر فشار تاریک اقیانوس می‌زنند، جزو شکارچیان راس هرم غذایی هستند.

## صدا
پس از کشف والنتاین ورتینگتون و ویلیام شویل وجود صدای نهنگ‌ها را تأیید کردند. مطالعات بیشتر انجام شده نشان داد که نهنگ‌های عنبر قادر به انتشار صداهایی با حجم ۲۳۰ دسی‌بل هستند - بیشتر از یک موتور جت هواپیما در هنگام برخاستن. نهنگ عنبر بلندترین صدا را در بین جانوران جهان دارد. صدای نهنگ عنبر یک رفتار آموخته شده است که مختص قبیله آن‌ها است.